# Listrognathus femoratus
Listrognathus femoratus är en stekelart som beskrevs av Henry Keith Townes, Jr. 1962. Listrognathus femoratus ingår i släktet Listrognathus och familjen brokparasitsteklar. Inga underarter finns listade i Catalogue of Life.